# Всеволожские
Все́воложские — русский дворянский род.
До середины XVIII века было принято написание фамилии Всеволоцкие, позднее также Всеволодские. Написание Всеволожские вытеснило все остальные и стало общеупотребительным только в самом конце XVIII века, в связи с утверждением герба.

## Всеволоцкие, патриаршие дети боярские
Старшая («московская») ветвь рода Всеволожских происходит от Ивана Никитича Всеволоцкого, который в 1584 году был послан гонцом в Польское королевство с требованием о возврате пленных русских. Отдельные представители этой ветви писались «Всеволоцкими» вплоть до конца XVIII века (в том числе и в тех документах Вотчинной коллегии, в которых как все представители младшей, так и некоторые представители других линий старшей ветви уже именовались «Всеволожскими»).
Ивану Никитичу Всеволоцкому, а затем его вдове Татьяне Ивановне принадлежало под Владимиром село Жерехово. Внук Ивана Никитича, патриарший сын боярский Василий Петрович Всеволоцкой получил в 1608 году от патриарха Гермогена во Владимирском уезде поместья (сельцо Орехово с пустошами), утверждённые в 1621 году патриархом Филаретом за сыновьями его Григорием, Петром и Романом в вотчину. Первые двое были родоначальниками двух ныне существующих линий этой ветви.
Большинство потомков Григория Васильевича, начиная с конца XVIII века, служили офицерами военно-морского флота. Эта линия внесена в VI часть родословной книги Владимирской и Калужской губерний.
Потомки Петра Васильевича до середины XVIII века продолжали служить патриаршими детьми боярскими, затем дворянами Святейшего Синода (в 1691 году в списке дворян патриарха Адриана перечислены 209 человек, из них Всеволоцких — 22, больше всех), и были управителями патриарших (синодальных) вотчин, стряпчими, ясельничими, дворскими Синодального дома. Последним оставил это поприще Матвей Алексеевич Всеволоцкой, ещё в 1780-х г.г. — комиссар Государственной Коллегии экономии, в ведение которой в 1764 году были переданы после секуляризации бывшие церковные имения. Его внук, подпоручик Матвей Алексеевич, не сумевший представить в Херсонское губернское дворянское депутатское собрание метрическую выписку о своём рождении — казённый ящик Елисаветградского гусарского полка (его шефом был генерал-майор А. М. Всеволожский), в церкви которого он в 1808 г. в Вилкомире был крещён, в 1812 году был отбит французами и утрачен, — с детьми был внесён во II (а не в VI) часть родословной книги Херсонской губернии. Эта линия носит название «херсонских Всеволожских»; после продажи Орехова её «родовым гнездом» стало село Аннинское под Елисаветградом, купленное генералом А. М. Всеволожским в 1811 году.
Старшие Всеволоцкие, служившие патриарху, не подавали своей росписи для составления Бархатной книги. Документы об их службе и земельных владениях откладывались не в государевом (который, собственно, и готовил Бархатную книгу), а в основанном при Филарете патриаршем Разрядном приказе, который выполнял функции суда и личной канцелярии патриарха и аккумулировал всю официальную информацию о службе дворян Патриаршего дома. Патриарший Разряд был упразднён указом от 16 декабря 1700 года, а летом следующего года его бесхозный архив был полностью уничтожен сильнейшим кремлёвским пожаром, что серьёзнейшим образом затрудняет исследование генеалогии и истории старшей ветви рода.
Виднейшие представители:
- Всеволожский, Алексей Матвеевич (1769—1813) — генерал-майор, шеф Елисаветградского гусарского полка, участник Отечественной войны 1812 года
  - Всеволожский, Дмитрий Алексеевич (1798—1871) — сын предыдущего, генерал-майор, управляющий Кавказскими минеральными водами (1845—1857)
    - Всеволожский, Владимир Алексеевич (1870—после 1920) — внук предыдущего, известный монархист, видный член Союза русского народа, секретарь Совета монархических съездов (1915), коллежский советник
    - Всеволожский Всеволод Алексеевич (1872—1943) — брат предыдущего, член РСДРП с 1898 г., меньшевик, председатель Вятского Совета рабочих и солдатских депутатов (1917), товарищ министра финансов Уральского временного правительства (июль-ноябрь 1918)
      - Всеволожский, Владимир Всеволодович (1901—1937) — сын предыдущего, кандидат в члены ЦК КП(б) Украины, в 1937 г. председатель Донецкого облисполкома
        - Всеволожский, Владимир Алексеевич (1931—2015) — племянник предыдущего, доктор геолого-минералогических наук, зав. кафедрой гидрогеологии МГУ им. М. В. Ломоносова (1988—2009), заслуженный профессор МГУ, один из основателей и первый председатель Российского союза гидрогеологов (Росгидрогео)

- капитан 2-го ранга Андрей Петрович Всеволжский
  - Всеволожский, Дмитрий Андреевич (1815—1893) — вице-адмирал, председатель Главного военно-морского суда
    - Всеволожский, Андрей Дмитриевич (1851—1912) — генерал-майор
    - Всеволожский, Дмитрий Дмитриевич (1854—1909) — контр-адмирал
    - Екатерина Дмитриевна — замужем за контр-адмиралом Ф. Н. Чалеевым, их сын — Николай (1874—1938) —театральный актёр, режиссёр и педагог, народный артист РСФСР
- Тимофеева-Рясовская, Надежда Николаевна (1868—1928) — дочь отставного капитана Николая Васильевича Всеволожского, мать крупнейшего русского радиобиолога Н. В. Тимофеева-Ресовского

## Всеволожские-промышленники
Вторая ветвь рода (младшая, «петербургская») известна по документам с XVI века и внесена в VI часть родословной книги Московской и Пензенской губерний (Гербовник, II, 19). Её представители служили по Владимиру, где владели поместьями; село Жерехово Владимирского уезда оставалось «родовым гнездом» этой ветви на протяжении 200 лет. В отношении этой ветви написание фамилии «Всеволодские» употреблялось до начала XIX века.
Родион Власьевич Всеволожский, двоюродный племянник Ивана Никитича Всеволоцкого, был воеводой на Двине в 1601 году. Сыновья его: Меркурий-Ворколап, Фёдор-Раф (Руф) и Александр-Астрадам (ум. 1640) участвовали в московском осадном сиденье 1608 года и за это пожалованы вотчинами. Дочь Фёдора-Руфа, Евфимия, была невестой царя Алексея Михайловича.
Яков Андреевич, единственный представитель этой ветви Всеволожских в конце XVII века, служил стольником и участвовал в Крымском походе, в котором и умер в 1689 году. Далее перечислены наиболее значимые из его потомков:
- Всеволожский, Алексей Степанович (1703—1760) — внук Якова Андреевича, действительный статский советник
  - Всеволожский, Сергей Алексеевич (1746—1822) — сын предыдущего, генерал-поручик, вместе с братьями участвовал в перевороте 1762 года, за что они были награждены вотчинами и чинами
    - Всеволожский, Николай Сергеевич (1772—1857) — сын предыдущего, тверской губернатор
    - Мещерская, София Сергеевна (1775—1848) — сестра предыдущего, фаворитка великого князя Александра Павловича, от которого родила сына Николая
    - Голицына, Анна Сергеевна (1779—1838) — сестра двух предыдущих, владелица Кореиза, автор сочинений на духовные темы

  - Всеволожский, Всеволод Алексеевич (1738—1797) — брат Сергея Алексеевича, участник переворота 1762 года; обер-прокурор Правительствующего сената, тайный советник и камергер, оставил племяннику Всеволоду более миллиона десятин земли на Урале, купленной им у Строгановых
  - Всеволожский, Андрей Алексеевич (1723—1773) — брат предыдущего, участник переворота 1762 года; пензенский воевода, погиб во время Пугачёвского бунта; его жена, Мария Ивановна, осталась с пятью детьми — тремя мальчиками и двумя девочками
    - Всеволожский, Всеволод Андреевич (1769—1836) — действительный камергер, статский советник, наследник своего отца и обоих его братьев, владелец заводов и более чем 10 тысяч крепостных, а также мызы Рябово
      - Всеволожский, Александр Всеволодович (1793—1864) — приятель А. С. Грибоедова, церемониймейстер и камергер
        - Всеволожский, Дмитрий Александрович (1821—1902) — камергер, благотворитель
        - Всеволожский, Владимир Александрович (1824—1880) — статский советник, уездный предводитель дворянства, мировой судья
        - Всеволожский, Иван Александрович (1835—1909) — обер-гофмейстер, директор императорских театров в 1881—1899 гг., директор Эрмитажа в 1899—1909 гг.
        - Всеволожский, Павел Александрович (1839—1898) — действительный статский советник, шлиссельбургский уездный предводитель дворянства; основатель города Всеволожска
          - Всеволожский, Василий Павлович (1871—?) — врач, председатель Петербургского автомобиль-клуба (1912); женат на вдове издателя А. Ф. Маркса

      - Всеволожский, Никита Всеволодович (1799—1862) — приятель А. С. Пушкина, гофмейстер, литератор и театрал, основатель общества «Зеленая лампа»
        - Всеволожский, Всеволод Никитич (1831—1889) — действительный статский советник, в должности егермейстера, председатель Управления варшавских театров.
        - Всеволожский, Андрей Никитич (1840—1893) — нижегородский вице-губернатор, позднее таврический губернатор, камергер, автор брошюры «Род Всеволожских»

В начале XIX века Всеволод Андреевич Всеволожский долго готовил прошение на Высочайшее имя о возвращении его роду якобы «случайно утраченного» в XIV веке княжеского титула, но так и не подал его.
А. Н. Всеволожский, издав брошюру «Род Всеволожских» и постулировав их происхождение от Всеволож-Заболоцких, умолчал в ней о представителях второй ветви рода Всеволожских. На этом основании А. Б. Лобановым-Ростовским была эксплицирована версия о существовании двух разных родов Всеволожских, которая затем была зафиксирована в словарной статье «Всеволожские» Энциклопедического словаря «Брокгауз и Ефрон», принадлежащей перу В. В. Руммеля.
Родовое гнездо младшей ветви рода Всеволожских, село Жерехово в Ильмехотском стане Владимирского уезда, находится всего в 6 верстах от Орехова, принадлежавшего старшей ветви. Причём Жерехово было куплено Фёдором-Рафом и Александром-Астрадамом Всеволоцкими в 1626 году у «своей тётки» Татьяны Ивановны, вдовы основателя старшей ветви Ивана Никитича и бабушки Василия Петровича Всеволоцких

## Всеволожские и Всеволожи

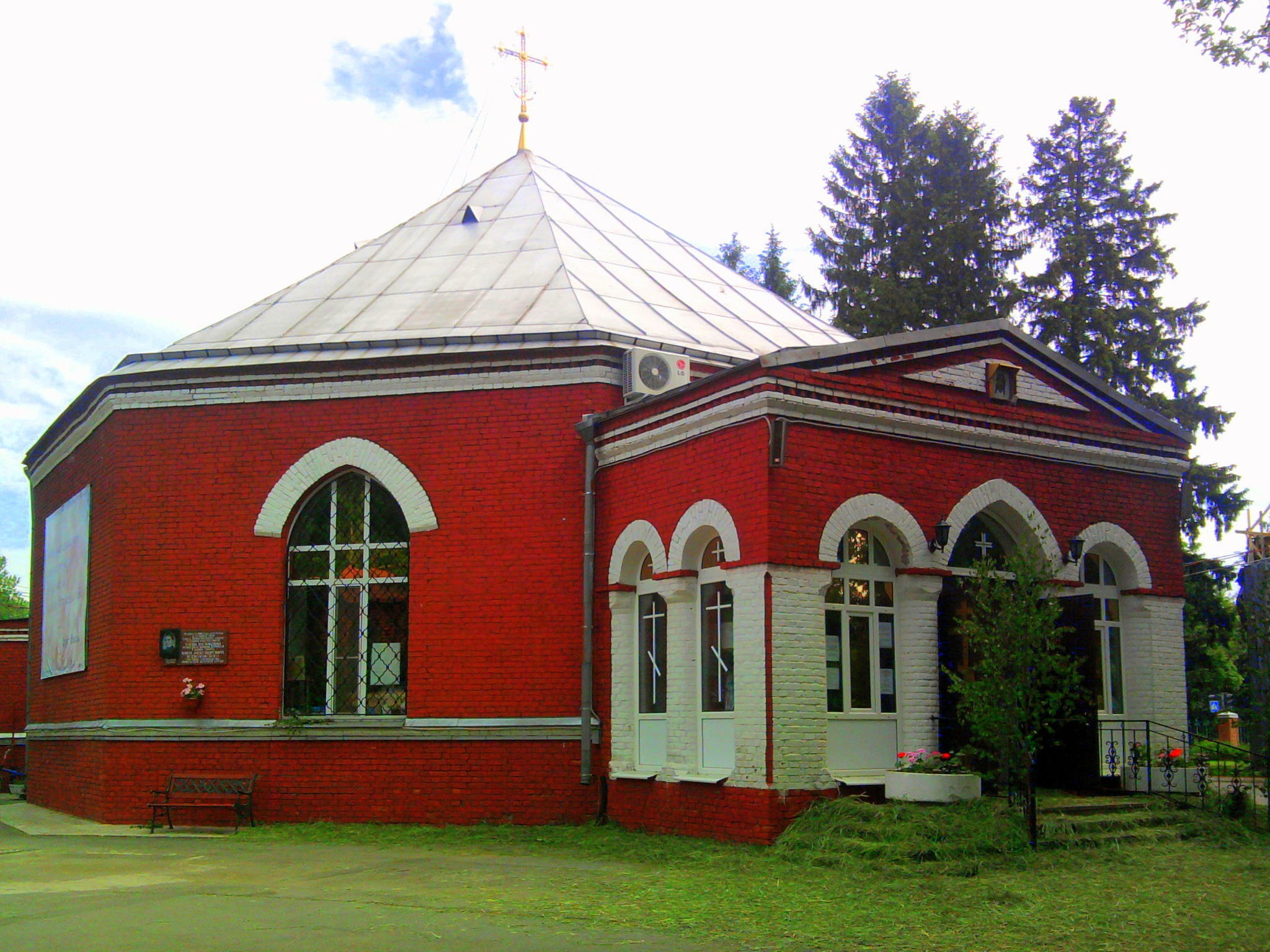
Спасская церковь — усыпальница Всеволожских

При составлении «Бархатной книги» 29 марта 1686 года в первый и единственный раз Всеволожские подали в Разрядный приказ свою поколенную роспись, подлинность которой никто не проверял, где приписали себе два лишних колена и родословную легенду о происхождении от жившего в конце XV — начале XVI века Ивана Дмитриевича Козли из боярского рода Всеволожей-Заболоцких.
Однако князь Пётр Владимирович Долгоруков в наиболее полном источнике по генеалогии русского дворянства, а именно, в изданной им в 1857 году «Российской родословной книге» (часть IV — нетитулованное дворянство) не принял во внимание поколенную роспись, сочинённую Всеволожскими и вывел их род от Ивана, отправленного в 1584 году гонцом в Польшу.
Позже исследователь московской боярской знати С. Б. Веселовский, разделявший эти сомнения, уточнил, что живший в первой четверти XVI века Иван Дмитриевич Козля (внук Ивана Ивановича Молодого, одного из сыновей Ивана Александровича Всеволожа), которого Всеволожские считали своим предком, в родословной Заболоцких, приведённой в «Бархатной книге», показан бездетным. Он так писал о Всеволожских: «В XVIII веке Всеволожские причислились задним числом к роду Всеволожей, показав своим родоначальником Ивана Дмитриевича Козлю. Это родословие получило официальное признание, но по многим основаниям должно быть признано совершенно неосновательным». При формировании же «Государева родословца» Всеволожские вообще свою роспись не подавали.
При этом никто из потомков брянского князя Александра Всеволода Глебовича Всеволожским не писался. Его ближайшие потомки упоминаются в документах по имени-отчеству, иногда с прибавлением прозвания Всеволож. Потомки же Ивана Александровича в итоге усвоили прозвание Заболоцких с разными прозвищами. Да и образование родового прозвания «Всеволожский» от Всеволод не характерно для Северо-Восточной Руси. В то же время, когда жил Иван Козля, упоминается несколько людей, которые писались Всеволожскими/Всеволодскими, которые не были родственниками Заболоцких. По мнению современных исследователей фамилия Всеволожский происходит не от имени Всеволод, а от названия городка в Черниговском княжестве.
После того, как в XVIII веке род Всеволожских разбогател за счёт участия в перевороте 1762 года и нескольких удачных браков, было подано прошение о признании его происхождения от московского боярского рода Всеволожей-Заболоцких — потомков смоленских князей, утративших княжеский титул. Это прошение было удовлетворено.

## Другие носители фамилии
В документах отмечены также дворяне:
- Всеволожский Матвей Лаврентьев, «синбиренин», помещик с. Выры[19];
- Всеволоцкая Феврония, «вдова синбиренина» Артемия Всеволожского, помещица с. Телешовка[20], её сын, «синбиренин» Трофим Артемьев, и внук, «отставной недоросль» Пётр Трофимов, унаследовавший Телешовку в 1727 году[21];
- Всеволожский, Григорий Иванович
- Всеволожский, Иван Микулич
- Всеволожский, Иван Михайлович
- Всеволожский, Иван Петрович
- Всеволожский, Игнат Михайлович